# TGV Atlantique
TGV Atlantique (TGVアトランティーク、TGV-A) はフランス国鉄 (SNCF) の動力集中方式高速鉄道車両。1988年から1992年にかけてアルストムで製造された。LGV大西洋線の開業に際して開発され、TGV Sud-Estに続くTGVの第二世代にあたる。1989年に世界初の300 km/hでの営業運転を開始した。

## 構造・機器
Atlantique編成（24000形）は両端2両の動力車と中間10両の連接客車で組成され、編成長は237.59 m、空車時の編成重量は444 tである。交流25,000 V・50Hzと、直流1,500 Vの2電源に対応する。
動力車はTGV Sud-Estの意匠を受け継いでいるが、上部前照灯のある前頭部分がなだらかなカーブを描く形に改められている。
主電動機はSud-Est編成では直流電動機を使用していたが、Atlantique編成では交流同期電動機を採用した。電動機1基当たりの定格出力もSud-Est編成の537.5 kWから1,100 kWに増強された。この結果、編成中の主電動機は動力車のみ計8基搭載となり、交流25,000 V区間の定格編成出力は8,800 kWである。主電動機の制御方式はGTOサイリスタ素子によるVVVFインバータである。
中間の客車の台車は軸箱支持機構がSud-Est編成の筒型ゴム式からコイルばねを使用した軸梁式に変更され、枕ばねもコイルばねから空気ばねに変更された。これらは以後登場するTGV編成にも踏襲されている。
ブレーキシステムはSud-Est編成と同一の発電ブレーキ併用電磁自動空気ブレーキであり、台車には踏面ブレーキ・ディスクブレーキが装備されている。
パンタグラフは、摺り板をダンパで支えることにより架線の微細な上下動を吸収し、高速走行時の架線に対する追随性と集電性能を向上させた改良型の、GPU型一本マスト・アーム型パンタグラフに、交流用・直流用ともに改められ、Sud-Est編成の交流用パンタグラフに採用されたダブルアクションAMDE型は採用されていない。
Sud-Est編成が運用されるLGV南東線の最急勾配35 ‰に対しLGV大西洋線の最急勾配は15 ‰を標準としていることと、Sud-Est編成より出力が増強されたことから、客車はSud-Est編成より2両多い10両とされ、一等車 (Première classe) 3両、二等車 (Seconde classe) 6両、二等座席とバーの合造車1両で構成される。車体幅はSud-Est編成の2,814 mmから2,904 mmに拡大されている。編成定員は更新前のSud-Est編成が368人であるのに対し、Atlantique編成は485人となっている。
車体塗装はSud-Est編成がオレンジを地色としたのに対して、Atlantique編成ではシルバーメタリック地に窓周りに白い縁取りの青帯を配し、一等車・二等車・バー合造二等車のグレード毎に異なる3色のアクセントラインを配する。この塗装が以後のTGVの標準色とされ、Sud-Est編成についても更新修繕時に塗装変更された。なお、Atlantique編成のうち1本は落成後に白地（下回りはグレー）塗装に変更されたが、程なく白はシルバーメタリック地に改められている。「日本の新幹線に酷似している」という指摘が一部であったという。
2021年現在、老朽化によって運用を離脱、廃車となる編成が出ていて、TGV EuroDuplexへの置換えが進行している。

## 配置
2009年5月時点では、編成番号301 - 405の105本すべてがLGV大西洋線モンパルナス - マッシーTGV間のパリメトロ13号線シャティヨン＝モンルージュ駅近くに立地するアトランティック車両基地 (Technicentre Atlantique) に配置されている。LGV大西洋線系統の列車のほか、LGV大西洋線からLGV南東線・LGV東連絡線方面へ直通する列車にも運用されている。
第325編成は、1990年5月18日に開業前のLGV大西洋線クールタラン分岐点 - トゥール間支線において当時の鉄輪式における世界最高速度515.3 km/hをヴァンドーム付近の下り勾配で記録している。この試験走行に際し動力車は車輪径が一回り大きいものに交換され、パンタグラフはカバーで覆い、中間客車は3両に減車され、編成重量も250 tまで減らした上で空気抵抗やブレーキなどさまざまな改良が施され、500 km/hの速度域に対応した特別編成とされた。当該編成の動力車前頭部分には青いストライプと記録達成の日時、速度がペイントされ、一般運用に就いている。